# Juez Internacional de Composiciones de Ajedrez
Juez Internacional de Composiciones de Ajedrez es un título otorgado por la FIDE mediante la Comisión Permanente de la FIDE para Composiciones de Ajedrez (PCCC) a individuos que han juzgado varios torneos de problemas o estudios de ajedrez y que son considerados capaces de juzgar tales premios al más alto nivel.
El título fue concedido por primera vez en 1956. En el pasado, varios jugadores sobre el tablero también han sido Jueces Internacionales, entre los que están Mikhail Botvinnik, Vasily Smyslov, David Bronstein, Paul Keres, Yuri Averbaj y Wolfgang Unzicker, aunque en tiempos modernos el título generalmente es obtenido por individuos enormemente desconocidos fuera del mundo de los problemas. Muchos compositores de problemas y estudios notables son también Jueces Internacionales, como Genrikh Kasparyan.